# Jaime Enrique Hurtado de Mendoza
Jaime Enrique Hurtado de Mendoza y Bátiz. Es un médico y abogado mexicano, miembro del Partido de la Revolución Democrática, fue candidato a Gobernador de Baja California en las Elecciones de 2007.
Jaime Enrique Hurtado de Mendoza es médico y abogado, se desempeñó como Director de la Facultad de Medicina y Vicerrector del Campus Mexicali de la Universidad Autónoma de Baja California, inicialmente se le mencionó como posible candidato del PRD a la Presidencia Municipal de Mexicali, pero fue postulado candidato a Gobernador de Baja California el 19 de mayo de 2007.